# Кониашвили, Михаил Григорьевич
Михаил Григорьевич Кониашвили (груз. მიხეილ გრიგოლის ძე კონიაშვილი, 1876, Тифлис — 1960) — грузинский учёный-математик и педагог высшей школы, один из создателей Тбилисского университета.

## Биография
В 1896 году окончил 1-ю тифлисскую мужскую гимназию. По окончании продолжил учёбу на физико-математическом факультете Императорского Московского университета. На протяжении всей учёбы в университете он был членом Кавказского школьного кружка. Окончил университет в 1900 году с дипломом первой степени. После окончания университета отклонил предложение остаться на кафедре профессора Лахтина. Получил свое первое назначение учителем математики в реальное училище в Шуше. Два года спустя он был переведён в Ставрополь на ту же должность, а в 1904 году — учителем математики в Третьей гимназии в Тифлисе. С тех пор постоянно работал в Тифлисе, преподавал математику и физику в разных школах, с 1907 по 1914 год в 1-й женской гимназии, там он возглавлял педагогический совет наряду с преподаванием математики и физики.
В 1921 году Михаил Кониашвили по собственному желанию был уволен с должности директора школы и был избран в Совет профессоров Тбилисского государственного университета. Работал в университете до выхода на пенсию. В течение многих лет преподавал дополнительные главы по элементарной математике, курсы дифференциального и интегрального исчисления и методы преподавания математики. Считался одним из лучших преподавателей в университете — «Если Михаил Кониашвили захочет, даже пятилетний ребенок поймет алгебру».

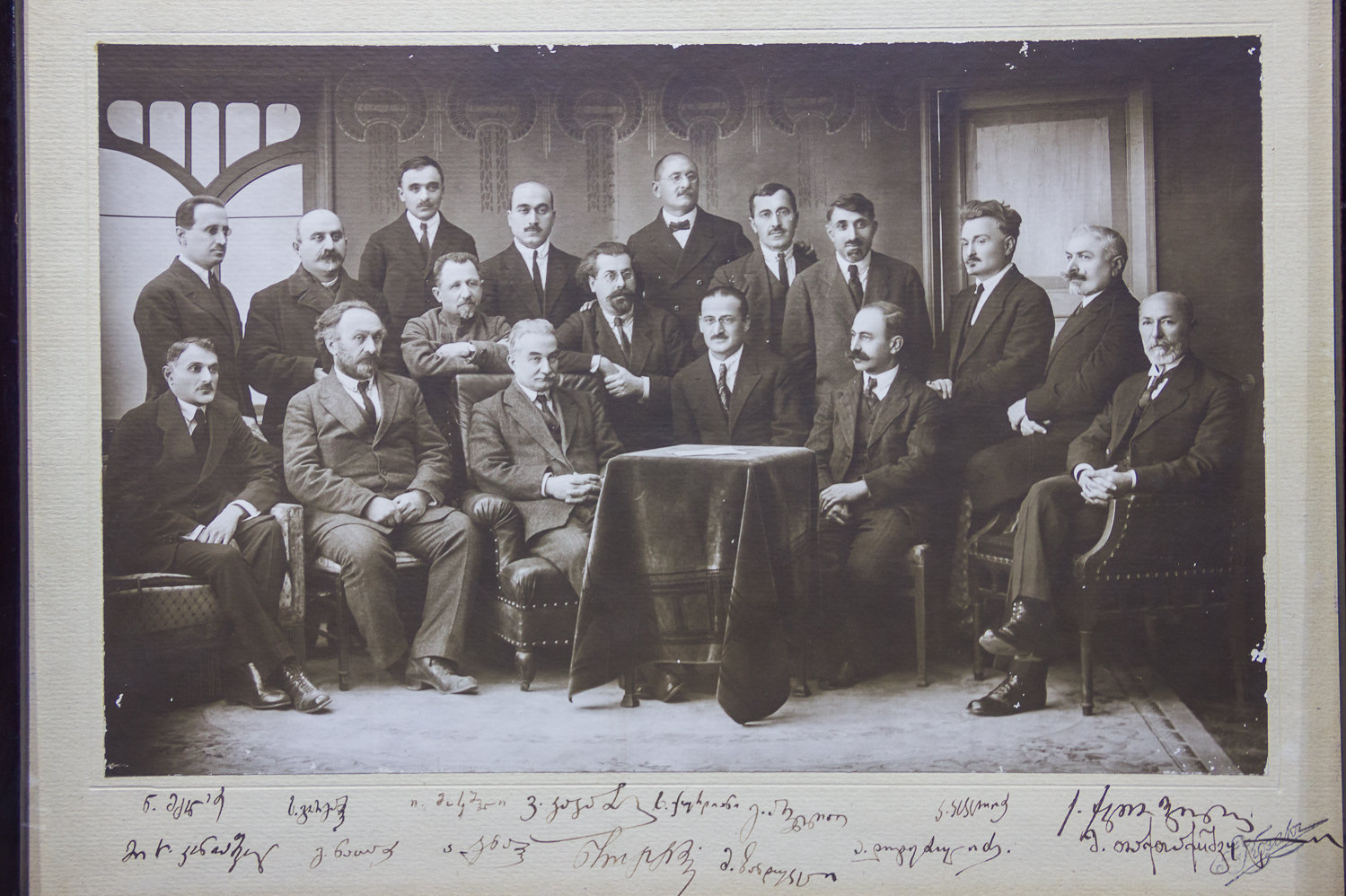
1918. Группа профессоров — основателей Тбилисского университета. Кониашвили сидит крайний слева. В первом ряду третий слева — Иване Джавахишвили

Брат — Кониев (Кониашвили) Георгий Григорьевич (4.IV.1883—11.III.1967) — муж сестры П. А. Флоренского — Елизаветы Александровны.